# Elsa-Karin Boestad-Nilsson
Elsa-Karin Ingrid Boestad-Nilsson, född Boestad den 25 november 1925 i Stockholm, död den 27 mars 2020 på Lidingö, var en svensk överingenjör, matematiker och Sveriges första kvinnliga programmerare.

## Biografi

### Familj
Elsa-Karin Boestad-Nilsson föddes 25 november 1925 som dotter till professor Gustav Boestad och handarbetslärarinnan Nanny Boestad (född Andersson). Hon gifte sig 1956 med matematikern Per-Olov Nilsson (1929–2013), som kom till Försvarets forskningsanstalt (FOA) 1947 som värnpliktig och som blev anställd där 1948. Han blev överingenjör och chef för FOA:s utredningsinstitution 1966. Makarna Nilsson är begravda på Lidingö kyrkogård.

### Utbildning och karriär
Boestad-Nilsson studerade matematik, mekanik och fysik och tog 1948 en fil. kand.-examen.  Hon inledde sin karriär 1948 på Försvarets forskningsanstalt (FOA) där hon bland annat arbetade med att beräkna vibrationer i forskningsprojektet för att utveckla en svensk atombomb, det svenska kärnvapenprogrammet. Hon gjorde även reglertekniska beräkningar. När FOA köpte en analogimaskin på 1950-talet, försvann behovet av manuella beräkningar inom reglertekniken, varför man letade efter andra beräkningsuppgifter runtom i organisationen. Banberäkningar, simuleringar av strider och verkan av beskjutning blev nya områden.
Boestad-Nilsson blev 1957 chef för beräkningssektionen på FOA2, som gjorde beräkningar åt andra enheter på FOA. Hon blev chef för institutionen för matematik och databehandling 1974 och stannade kvar där till sin pensionering 1990. Hon utnämndes till överingenjör 1976.

## Tidiga datorer och programmering
När hon kom till FOA hade hon aldrig hört talas om datorer eller matematikmaskiner. Trots detta kom hon att programmera den första svenska räknemaskinen, BARK (Binär Aritmetisk Relä-Kalkylator) och senare även Sveriges andra dator BESK (Binär Elektronisk SekvensKalkylator) 1954. Datorn nyttjades genom satsvis bearbetning, där Matematikmaskinnämnden hade eftermiddagar före 17:00 medan exempelvis FOA fick tillgång till datorn efter 17:00.
Programmering hade på den tiden låg status, maskinerna byggdes av män och programmerades av kvinnor. Kvinnorna fick inte veta något om maskinerna de programmerade. På FOA-avdelningen för fysik var Boestad-Nilsson den första kvinnliga akademikern. 
De anställde nästan uteslutande kvinnor till beräkningssektionen och dessa utgjorde alltså pionjärerna inom svensk programmeringskonst.

### FOA:s första egna dator
Mängden programmering ökade snabbt. Från 1960 till 1970 gick beräkningssektionen från 20 till 40 anställda och de började anställa fler akademiskt utbildade och såg till att vidareutbilda de redan anställda inom matematik och programmering. Boestad-Nilsson programmerade bland annat en simulering av stridsvagnar mot pansarvärn liksom ett flyganfall med luftvärnsbeskjutning. Sommaren 1961 kom FOA:s första egna dator, en IBM 7090 som programmerades i Fortran och var hundra gånger snabbare än BESK. I slutet av 1950-talet använde man en IBM 650 på Centrala Flygverkstaden Arboga inköpt av flygförvaltningen för reservdelshantering och logistik, men fick användas av FOA på kvällar och helger. En av två programmerare övervakade medan den andra sov på en luftmadrass.

## Eftermäle
Boestad-Nilsson anställde Jan-Olof Eklundh som forskade inom digital bildbehandling och som disputerade 1980. Hon var med och introducerade Ada åren innan pensioneringen.
Kvinnor som Boestad-Nilsson i Sverige och programmerarna Jean Jennings Bartik och Betty Holberton som i USA var med och byggde ENIAC, har spelat en viktig roll i utvecklingen inom datateknik. Ofta har de inte fått uppmärksamhet eller erkännande för sina insatser förrän långt senare.
Under 1970-talet började Boestad-Nilsson arbeta för jämställdhet och blev aktiv i Fredrika Bremer-förbundet och var dess vice ordförande 1982–1984. Redan som chef på FOA på 1960-talet uppmuntrade hon kvinnor och såg till att få en blandning med män och kvinnor.